# 林而达
林而达（1947年4月—2022年11月6日），辽宁营口人，农业气象学家。第九届、十届全国政协委员，第十一届全国政协常委。
担任十一届全国政协常务委员、中国农业科学院农业环境与可持续发展研究所主任。2008年，当选第十一届全国政协常务委员，代表无党派人士，分入第十五组。并担任人口资源环境委员会专委。